# The Amazing Race (seconda edizione)

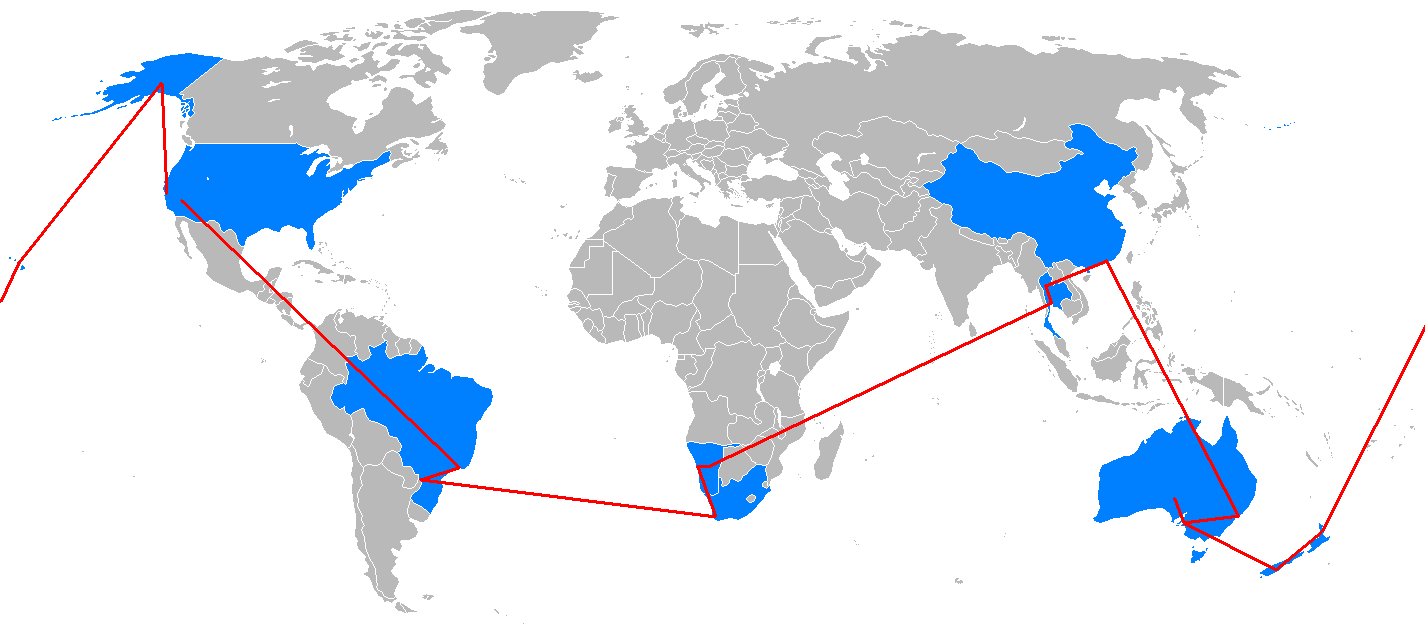
Il percorso di The Amazing Race 2

The Amazing Race 2 è la seconda edizione di The Amazing Race. È stata registrata dall'8 gennaio al 5 febbraio 2002 e trasmessa su CBS dall'11 marzo al 15 maggio dello stesso anno, mentre in Italia è andata in onda in prima visione su Adventure One dal 13 settembre al 25 ottobre 2005. Nel corso della gara, sono stati visitati cinque continenti e otto paesi diversi, per un totale di più di 83.000 km percorsi. Sono quattro i paesi visitati per la prima volta in questa stagione: Australia, Brasile, Namibia e Nuova Zelanda.

## Episodi
A partire da questa stagione, i titoli degli episodi sono frasi pronunciate (generalmente, ma non sempre) dai concorrenti nel corso dell'episodio stesso.
| nº | Titolo originale                      | Titolo italiano                               | Prima TV USA   | Prima TV Italia                                              | Frase di     |
| -- | ------------------------------------- | --------------------------------------------- | -------------- | ------------------------------------------------------------ | ------------ |
| 1  | The World Is Waiting: Go!             | Il mondo vi aspetta!                          | 11 marzo 2002  | 13 settembre 2005                                            | Phil Keoghan |
| 2  | Help me, I'm American                 | Aiuto! Sono americano!                        | 13 marzo 2002  | 13 settembre 2005                                            | Blake        |
| 3  | My Alarm Clock Didn't Go Off          | Rotta verso l'Africa                          | 20 marzo 2002  | 20 settembre 2005                                            | Claire       |
| 4  | This Game Is About Minutes            | Una questione di minuti                       | 27 marzo 2002  | 20 settembre 2005                                            | Shola        |
| 5  | Welcome to the World of Being Human   | Benvenuti a Bangkok                           | 3 aprile 2002  | 27 settembre 2005                                            | Mary         |
| 6  | I'm Gonna Take His Girl               | Barca o elefante?                             | 10 aprile 2002 | 27 settembre 2005                                            | Alex         |
| 7  | I'm Gonna Throw Up on Phil's Shoes    | Pit Stop Chiang Mai                           | 17 aprile 2002 | 4 ottobre 2005                                               | Oswald       |
| 8  | I'm Not a Miner! No, You're an Idiot! | Da Hong Kong all'Australia                    | 24 aprile 2002 | 4 ottobre 2005 (prima parte) 11 ottobre 2005 (seconda parte) | Wil e Tara   |
| 9  | Ready to Lose Our Lives               | A costo di morire!                            | 1º maggio 2002 | 11 ottobre 2005                                              | Oswald       |
| 10 | It's Hammer Time                      | Le grotte del mondo perduto                   | 8 maggio 2002  | 18 ottobre 2005                                              | Chris        |
| 11 | Follow That Plane!                    | Dai tropici all'Alaska! / Traguardo in vista! | 15 maggio 2002 | 25 ottobre 2005                                              | Wil          |

## Ordine di arrivo ed eliminazioni
La tabella indica l'ordine di eliminazione dalla gara delle squadre. Vengono elencate le squadre, il tipo di rapporto che lega i componenti di ogni squadra (secondo la definizione ufficiale usata all'interno del programma), la posizione di arrivo di ogni tappa e il numero di Roadblock completati da ogni concorrente. Un numero in rosso indica l'eliminazione della squadra in quella tappa, un numero blu l'arrivo all'ultimo posto in una tappa a non eliminazione, un numero verde l'uso di un Fast Forward da parte della squadra. Se il numero della tappa è verde, il Fast Forward non è stato usato da nessuna squadra.
| Squadra          | Rapporto                      | Piazzamento (per tappa) | Piazzamento (per tappa) | Piazzamento (per tappa) | Piazzamento (per tappa) | Piazzamento (per tappa) | Piazzamento (per tappa) | Piazzamento (per tappa) | Piazzamento (per tappa) | Piazzamento (per tappa) | Piazzamento (per tappa) | Piazzamento (per tappa) | Piazzamento (per tappa) | Piazzamento (per tappa) | Roadblock completati |
| Squadra          | Rapporto                      | 1ƒ                      | 2                       | 3ƒ                      | 4                       | 5ƒ                      | 6                       | 7                       | 8ƒ                      | 9                       | 10                      | 11                      | 12                      | 13                      | Roadblock completati |
| ---------------- | ----------------------------- | ----------------------- | ----------------------- | ----------------------- | ----------------------- | ----------------------- | ----------------------- | ----------------------- | ----------------------- | ----------------------- | ----------------------- | ----------------------- | ----------------------- | ----------------------- | -------------------- |
| Chris e Alex     | Amici da sempre               | 6                       | 2                       | 7                       | 7                       | 1                       | 6                       | 2                       | 2                       | 1ƒ                      | 3                       | 3                       | 3                       | 1                       | Chris 5, Alex 6      |
| Tara e Wil       | Separati                      | 1                       | 3                       | 2                       | 3                       | 3                       | 5                       | 3                       | 4                       | 3                       | 2                       | 1ƒ                      | 1                       | 2                       | Tara 4, Wil 7        |
| Blake e Paige    | Fratello e sorella            | 4                       | 9                       | 5                       | 4                       | 4                       | 3                       | 5                       | 5                       | 2                       | 1ƒ                      | 2                       | 1                       | 3                       | Blake 8, Paige 3     |
| Oswald e Danny   | Amici                         | 8                       | 7                       | 1                       | 1ƒ                      | 6                       | 4                       | 4                       | 1                       | 4                       | 4                       | 4                       |                         |                         | Oswald 6, Danny 3    |
| Gary e Dave      | Ex-coinquilini                | 9                       | 5                       | 3                       | 2                       | 5                       | 2                       | 1ƒ                      | 3                       | 5                       |                         |                         |                         |                         | Gary 2, Dave 5       |
| Mary e Peach     | Sorelle                       | 7                       | 4                       | 4                       | 5                       | 2                       | 1                       | 6                       |                         |                         |                         |                         |                         |                         | Mary 3, Peach 2      |
| Cyndi e Russell  | Pastori protestanti / Sposati | 2                       | 6                       | 8                       | 6                       | 7                       |                         |                         |                         |                         |                         |                         |                         |                         | Cyndi 1, Russell 3   |
| Shola e Doyin    | Gemelli                       | 3                       | 1ƒ                      | 5                       | 8                       |                         |                         |                         |                         |                         |                         |                         |                         |                         | Shola 0, Doyin 1     |
| Peggy e Claire   | Nonne                         | 10                      | 8                       | 9                       |                         |                         |                         |                         |                         |                         |                         |                         |                         |                         | Peggy 0, Claire 1    |
| Hope e Norm      | Sposati                       | 4                       | 10                      |                         |                         |                         |                         |                         |                         |                         |                         |                         |                         |                         | Hope 0, Norm 1       |
| Deidre e Hillary | Madre e figlia                | 11                      |                         |                         |                         |                         |                         |                         |                         |                         |                         |                         |                         |                         | Deidre 0, Hillary 0  |

## Riassunto della gara

### 1ª tappa (Stati Uniti → Brasile)

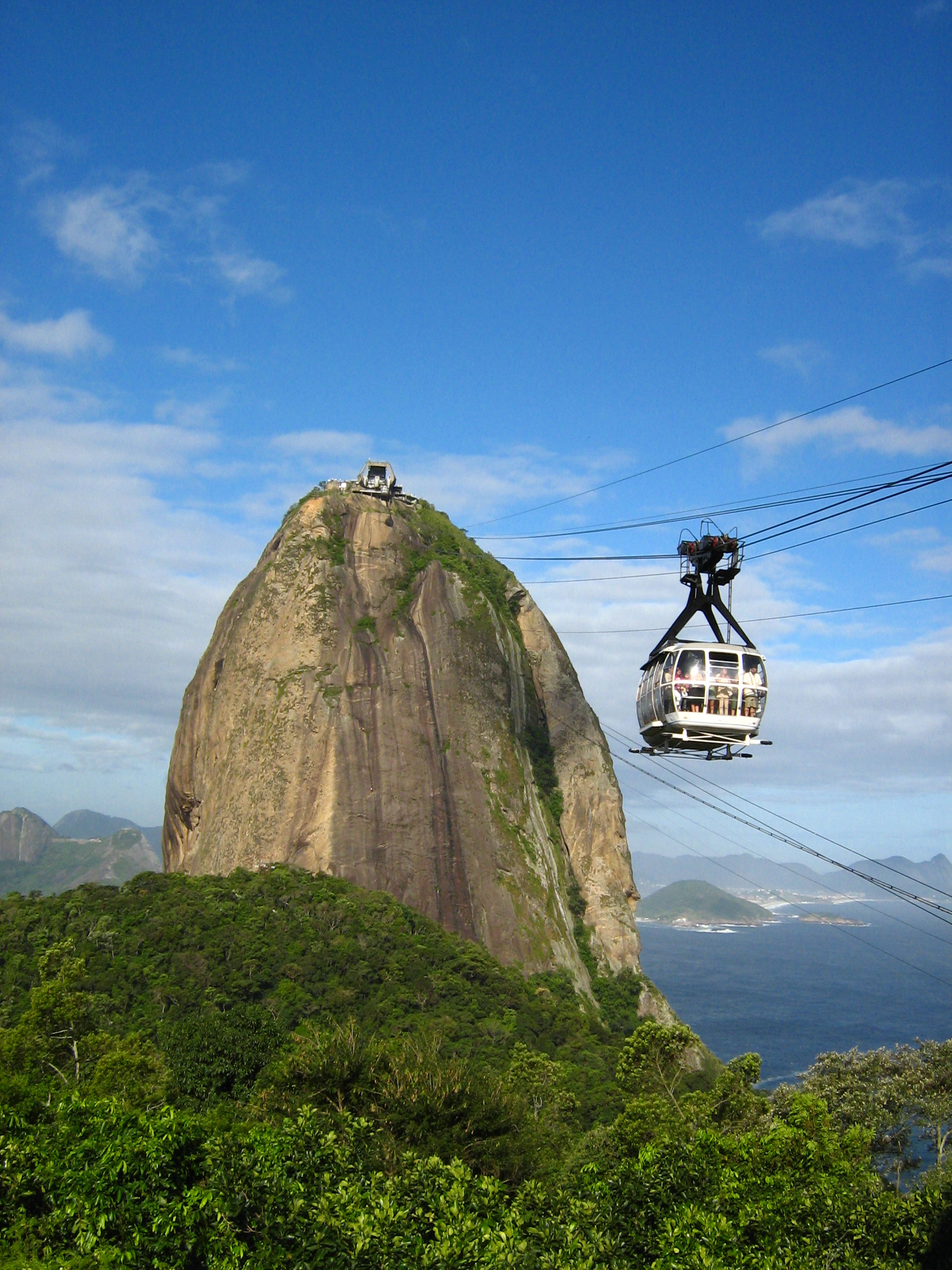
Presso il Pan di Zucchero si è svolto uno dei Detour

- Pahrump, Nevada, Stati Uniti  (linea di partenza)
- da Las Vegas (Aeroporto Internazionale di Las Vegas) a Rio de Janeiro, Brasile  (Aeroporto di Rio de Janeiro-Galeão)
- Rio de Janeiro (Cristo Redentore)
- Isola di Paquetá (Fat Maria)
- Isola di Paquetá (Lido Hotel - Ilha Tours)  (non usato, né trasmesso)
- Rio de Janeiro (Pan di zucchero)
- Rio de Janeiro (Tocorimé Yacht presso la spiaggia di Urca)

Nel Detour, la scelta è stata tra Mountain ("Montagna": calarsi dal Pan di Zucchero con una corda) e Beach ("Spiaggia": trovare, avendo come aiuto solo una foto, la donna che ha ispirato la canzone Garota de Ipanema/The Girl from Ipanema, proprio sulla spiaggia di Ipanema).
Prova aggiuntiva: sull'isola di Paquetá, le squadre hanno dovuto baciare un albero, chiamato "Gorda Maria" ("Maria la grassa").

### 2ª tappa (Brasile)

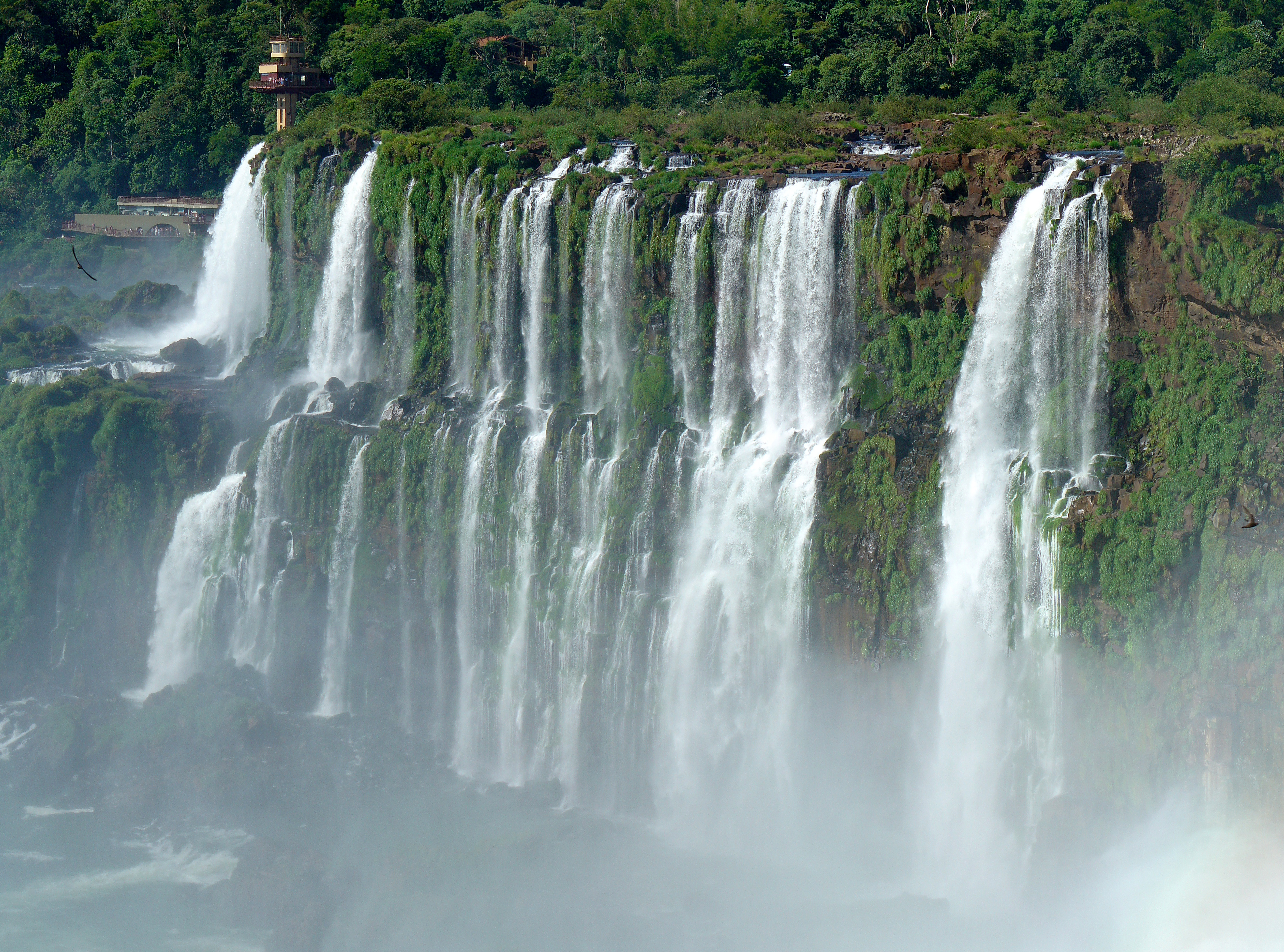
Le cascate dell'Iguazú, sede del Roadblock di questa tappa

- Barra da Tijuca, Rio de Janeiro (GRES Acadêmicos da Barra da Tijuca - Samba Club)
- Rio de Janeiro (spiaggia di Copacabana)
- Rio de Janeiro (Pedra Bonita, al di sopra della spiaggia di São Conrado)
- da Rio de Janeiro (Terminal Rodoviária Novo Rio) a Foz do Iguaçu (Rodoviária Internacional de Foz do Iguaçu)
- Foz do Iguaçu (Parco nazionale dell'Iguazú, Cascate dell'Iguazú - Macuco Safari Dock)
- Foz do Iguaçu (Parco nazionale dell'Iguazú)

Nel Detour la scelta è stata tra Freak Out ("Spaventati": usare un deltaplano per spostarsi da una montagna alla spiaggia sottostante) e Seek Out ("Cerca": trovare un tesoro sulla spiaggia usando un metal detector). Il Fast Forward è consistito nel giocare a pallavolo con una squadra professionista locale, fino a segnare dieci punti. Il Roadblock è consistito nel salire su una barca e risalire l'Iguazú fino ad individuare il prossimo indizio.
Prova aggiuntiva: le squadre hanno dovuto individuare una ballerina di samba confrontando una piuma che questa portava sul capo con una loro fornita.

### 3ª tappa (Brasile → Sudafrica)

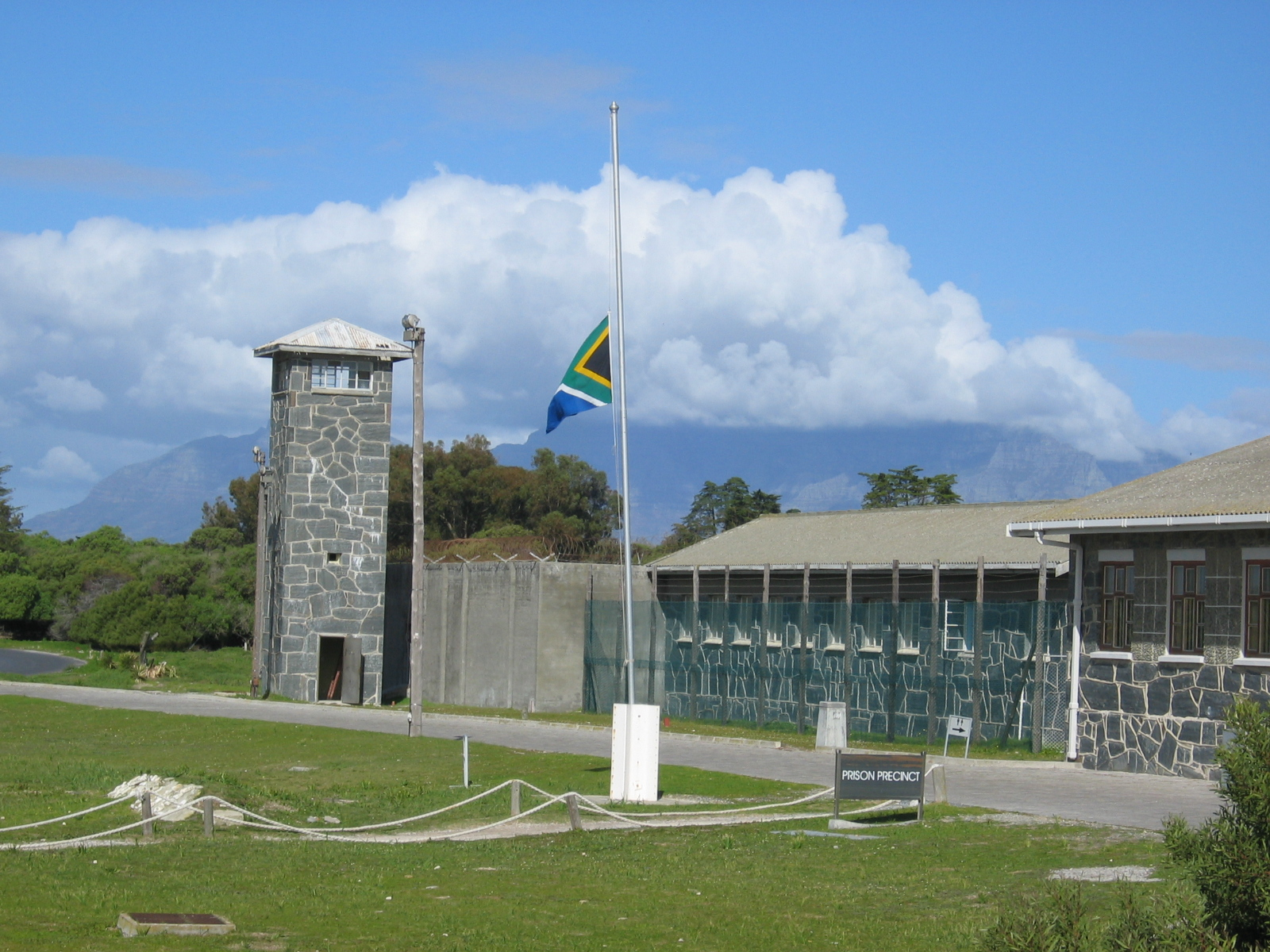
Robben Island: le squadre hanno trovato un indizio all'interno dell'ex-cella di Nelson Mandela

- da Foz do Iguaçu (Aeroporto Internazionale di Foz do Iguaçu) a Città del Capo, Sudafrica  (Aeroporto Internazionale di Città del Capo)
- da Città del Capo (Nelson Mandela Gateway, Victoria & Alfred Waterfront) a Robben Island
- Robben Island (Sezione B, cella 5)  (non usato, né trasmesso)
- da Robben Island a Città del Capo (Nelson Mandela Gateway, Victoria & Alfred Waterfront)
- Kalk Bay, Città del Capo (porto di Kalk Bay)
- da Kalk Bay, Città del Capo (stazione di Kalk Bay) a Città del Capo (stazione di Città del Capo)
- Langa, Città del Capo (Paradise Hair Salon, Zone 23)
- Stellenbosch (Lanzerac Manor)

Nel Detour, la scelta è stata tra Dance ("Balla" indossare una tuta arancione e, ballando con un gruppo di professionisti elemosinare almeno 25 rand) e Deliver ("Consegna": trasportare a mano 110 kg di pesce fresco). Il Roadblock è consistito nel comprare uno smiley (una testa di pecora) e una confezione di solfato di magnesio e portare il tutto a un guaritore, Ndaba Sangoma, che preparerà con gli ingredienti una pozione che i concorrenti dovranno bere completamente per avere l'indizio successivo.
Prova aggiuntiva: a Robben Island, le squadre hanno dovuto trovare la cella 5 della sezione B, la cella dove è stato rinchiuso Nelson Mandela.

### 4ª tappa (Sudafrica → Namibia)

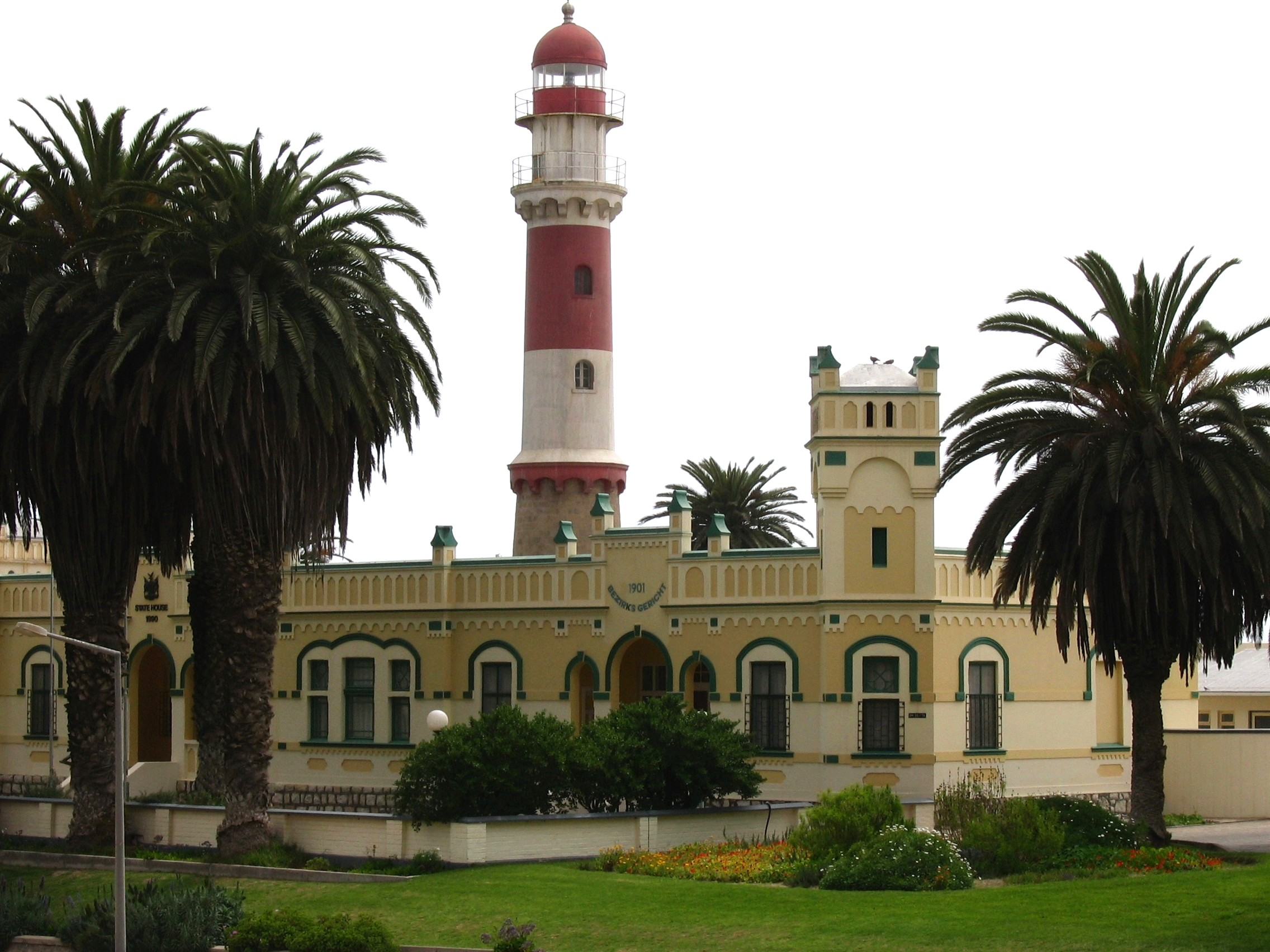
Il faro di Swakopmund

- da Città del Capo (Cape Aviation Business Centre, Aeroporto Internazionale di Città del Capo) a Walvis Bay, Namibia  (Aeroporto di Walvis Bay)
- Swakopmund (Faro di Swakopmund)
- Swakopmund (Swakopmund Hotel)
- Swakopmund (Duna Matterhorn)
- Spitzkoppe (Magazzini generali)
- Spitzkoppe (Mercato del legno)
- Windhoek (Amani Lodge)

Nel Detour, la scelta è stata tra Slide ("Scivola": scendere dalla coma della duna Matterhorn in slittino) e Stride ("Cammina": scendere dalla stessa duna, ma con un lungo percorso a piedi). Il Fast Forward è consistito nel trovare la piscina di un hotel di Swakopmund e recuperare l'indizio al centro di questa. Nel Roadblock, i concorrenti hanno dovuto comprare 5 pezzi di artigianato in legno e scambiarli con uno a forma di giraffa.

### 5ª tappa (Namibia → Thailandia)

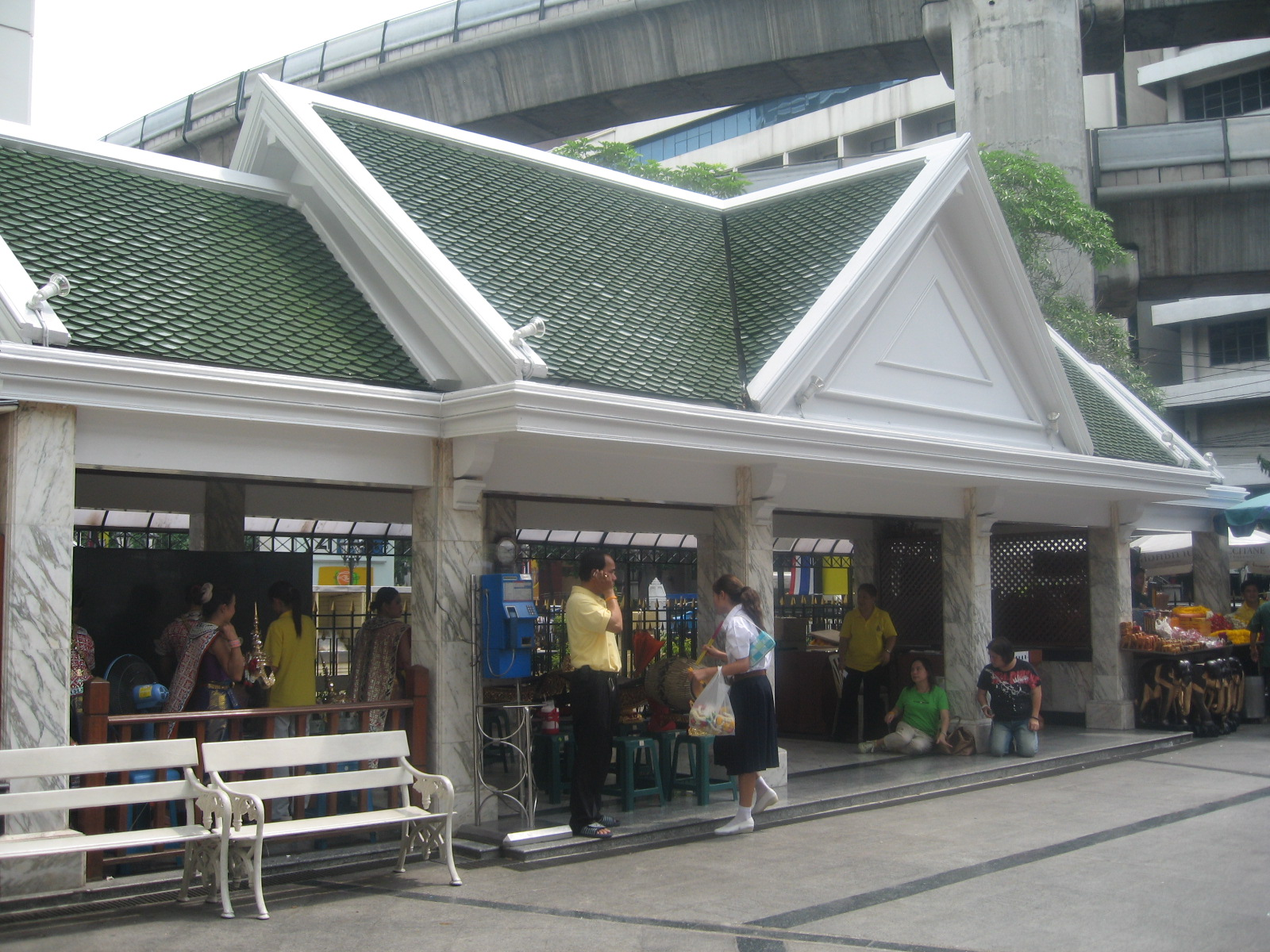
Il Tempio di Erawan, sede del Detour

- da Windhoek (Aeroporto Internazionale Hosea Kutako di Windhoek) a Bangkok, Thailandia  (Airport Internazionale Don Mueang)
- Bangkok (Bangkok Skytrain - dalla stazione di Siam al Tempio di Erawan)
- Bangkok (Mercato degli amuleti)  (non usato, né trasmesso)
- da Bangkok (Sai Tai Mai) a Ratchaburi
- Ratchaburi (Wat Kao Chong Pran)
- Amphoe Amphawa (Ban Plai Pong Pang)

Nel Detour, la scelta è stata tra Confusion Now ("Confusione ora": trovare una "barca-taxi" specifica, che porterà i concorrenti al mercato degli uccelli, dove dovranno liberare una gabbia di passeri) e Confusion Later ("Confusione dopo": prendere un taxi fino a Chinatown, comprare un'auto di carta e trovare il tempio di Lee Ti Biew, dove bruciarla per attirare la buona sorte). Nel Roadblock, i concorrenti hanno dovuto avventurarsi in una caverna piena di pipistrelli per prendere l'indizio successivo. Il Fast Forward, rimasto inutilizzato, sarebbe consistito nel rinunciare alla propria vanità e farsi radere a zero.

### 6ª tappa (Thailandia)
- Bangkok (Mercato di Pak Khlong Talad)
- da Bangkok (stazione di Hua Lam Phong) a Chiang Mai (stazione di Chiang Mai)
- Chiang Mai (Vecchio ponte sul Ban Muang Kut)
- Chiang Mai (Villaggio di Mae Ping)
- Chiang Mai (Villaggio Karen)

Nel Detour, la scelta è stata tra Boat ("Barca": usare una zattera di bambù per percorrere un tratto di fiume) e Beast ("Bestia": percorrere un sentiero sulla riva, in groppa ad un elefante). Il Roadblock è consistito nel lavare un elefante fino a rimuovere completamente dei disegni fatti con gessetti colorati.

### 7ª tappa (Thailandia → Hong Kong)

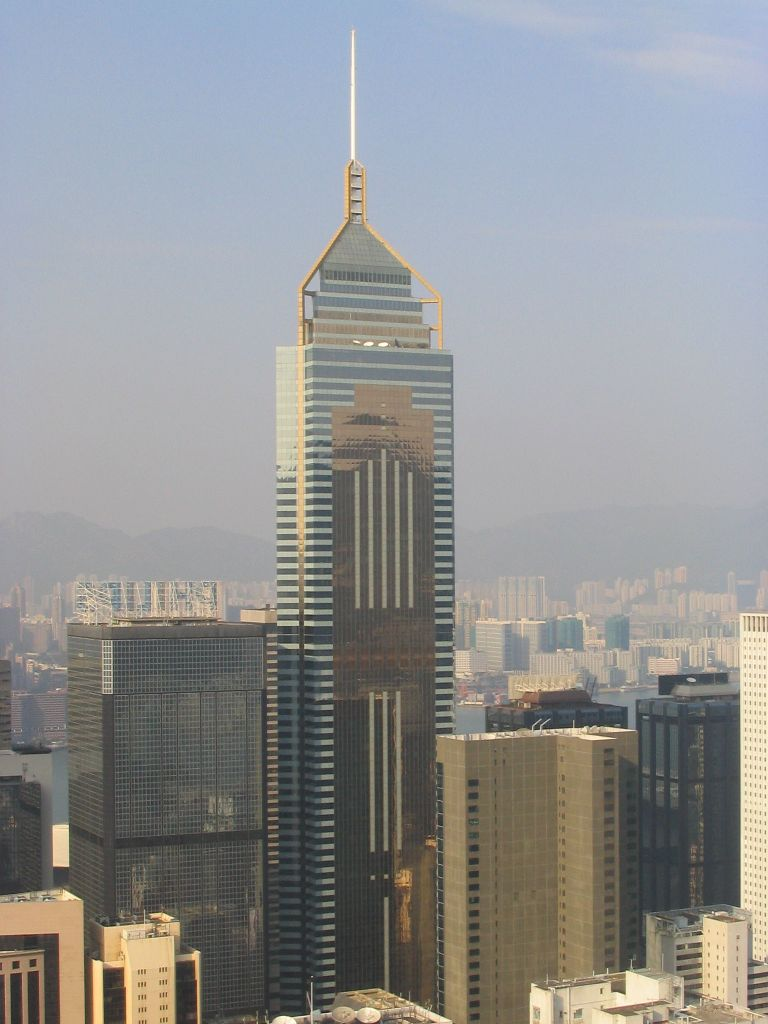
A Hong Kong, le squadre hanno dovuto identificare il molo della Star Ferry dalla terrazza di osservazione del Central Plaza

- Chiang Mai (Palazzo delle "Sette Spire")
- da Chiang Mai (Aeroporto Internazionale di Chiang Mai) a Hong Kong  (Aeroporto Internazionale di Hong Kong)
- Wan Chai, Hong Kong (Central Plaza)
- Wong Tai Sin (Tempio di Wong Tai Sin)
- da Wan Chai (molo della Star Ferry) a Tsim Sha Tsui (molo della Star Ferry)
- Kwai Chung (Hong Kong International Terminals Limited)
- Victoria Harbour (a bordo del Duk Ling, una tipica giunca cinese)

Nel Detour, la scelta è stata tra Wishing Tree ("Albero dei desideri": lanciare su un albero un papiro, dopo avervi scritto un desiderio) o Herbal Tea ("Tè alle erbe": trovare una sala da tè in Saigon Street e bere una tazza di tè amarissimo). Il Fast Forward è consistito nel cercare una chiromante, che dopo una lettura della mano avrebbe fornito alla squadra l'indizio successivo. Il Roadblock è consistito nell'usare una gru per spostare un container da un camion.

### 8ª tappa (Hong Kong → Australia)
- Repulse Bay (Tempio di Tin Hau)
- Ngong Ping (Tian Tan Buddha)  (non usato)
- Stanley (Murray House)
- da Hong Kong (Aeroporto Internazionale di Hong Kong) a Sydney, Nuovo Galles del Sud, Australia  (Aeroporto Internazionale Kingsford Smith)
- Sydney (Teatro dell'opera di Sydney)
- Sydney (Museo di arte contemporanea)

Nel Detour, la scelta è stata fra Dragon ("Drago": manovrare una dragonboat per 600 metri) e Lion ("Leone": indossare un tipico costume da leone usato nelle parate dei carnevali cinesi e affrontare un lungo percorso pieno di scalinate). Il Roadblock è consistito nel seguire una serie di indizi scritti in Strine, lo slang australiano. I team hanno dovuto trovare un surfie in the lairy daks (un surfista con pantaloncini colorati), un anklebiter (un bambino) e una Sheila in the Aussie cozzie (una donna in costume australiano). Il Fast forward, inutilizzato, sarebbe consistito nel salire i 268 gradini del tempio del Tian Tan Buddha.

### 9ª tappa (Australia)
- Sydney (Sydney Harbour Bridge)
- Sydney (Harry's Cafe de Wheels)

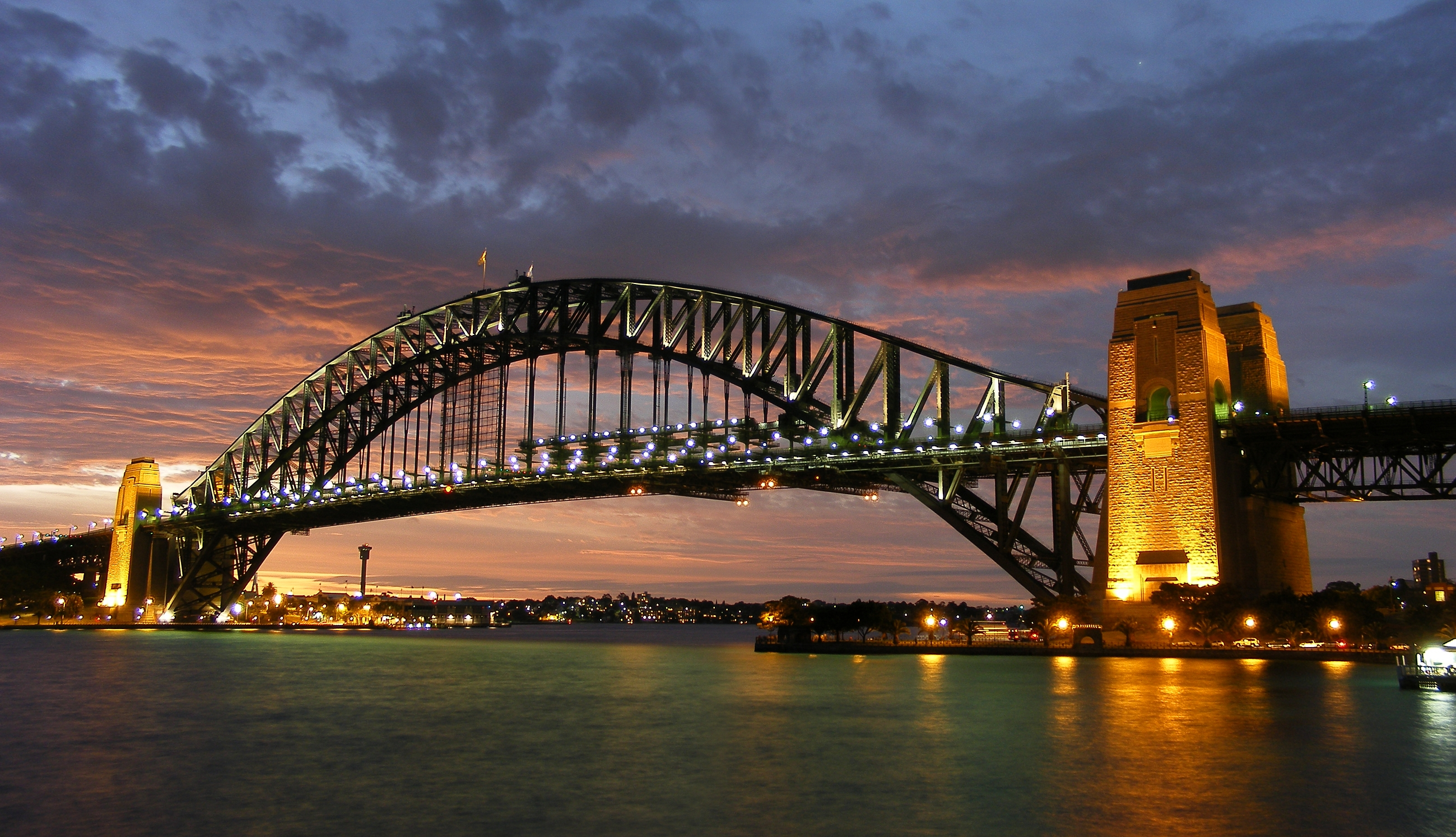
Sidney è stata una delle mete della nona tappa

- da Sydney (Aeroporto di Sydney) a Adelaide, Australia Meridionale (Aeroporto Internazionale di Adelaide)
- Adelaide (Terminal della National Jet Systems)
- da Adelaide (Aeroporto Internazionale di Adelaide) a Coober Pedy (Aeroporto di Coober Pedy)
- Coober Pedy (Metal Tree)
- Breakaways National Park
- Villaggio aborigeno nei dintorni di Coober Pedy

Nel Detour, la scelta è stata fra Cool Down ("Rinfrescati": trovare una miniera, la Opal Quest, e trovare un opale in un mucchio di detriti) e Heat Up ("Riscaldati": giocare tre buche su un campo da golf nel mezzo del deserto australiano). Il Fast Forward è consistito nell'andare all'Harry's Cafe e mangiare un tipico pasticcio di carne. Il Roadblock è consistito nel lanciare un boomerang all'interno di un cerchio finché questo non fosse tornato all'interno del cerchio stesso.

### 10ª tappa (Australia → Nuova Zelanda)
- Glendambo, Australia

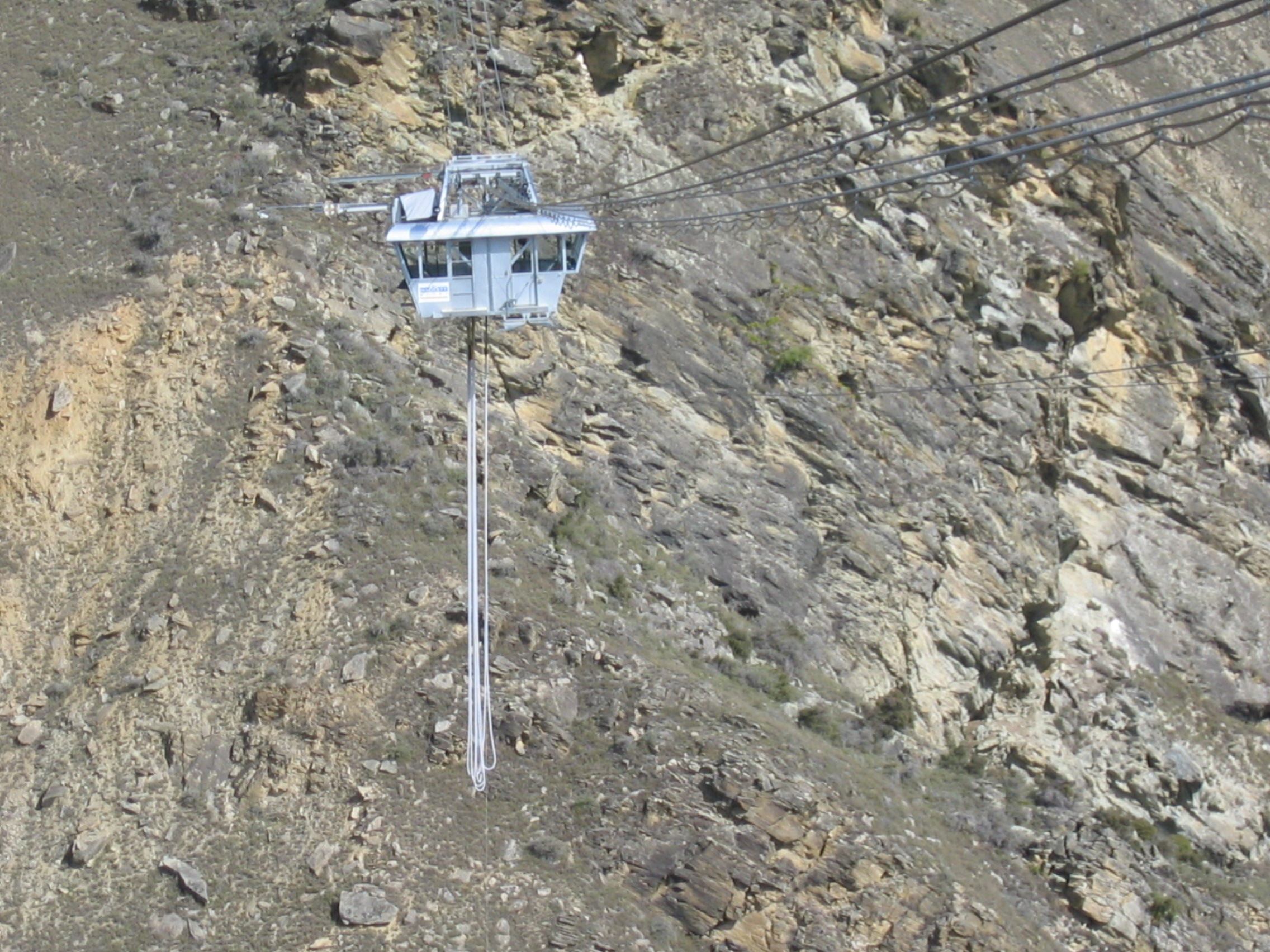
Nel Detour "Quick Jump", le squadre hanno dovuto effettuare un salto con l'elastico da un'altezza di 140 m

- da Adelaide (Aeroporto Internazionale di Adelaide) a Queenstown, Nuova Zelanda  (Aeroporto di Queenstown)
- Gibbston (Wentworth Station)
- Arthurs Point (Shotover River)
- Nevis River (Piattaforma Nevis)
- Monte Somers (Canterbury Plains - Allevamento di pecore Inverary)

Nel Detour, la scelta è stata fra Quick Jump ("Salto veloce": fare bungee jumping da 140 metri di altezza) e Long Hike ("Lunga camminata": arrivare sul fondo della gola dove viene effettuato il salto a piedi). Il Fast Forward è consistito nell'individuare una bandiera sulla riva di un fiume a bordo di una barca a motore. Nel Roadblock, le squadre hanno dovuto separare 3 pecore nere da altre 22 bianche e da un recinto ad un altro.
Prova aggiuntiva: a Glendambo, le squadre hanno dovuto gareggiare per prendere posto su due voli per l'aeroporto più vicino, Adelaide.

### 11ª tappa (Nuova Zelanda)

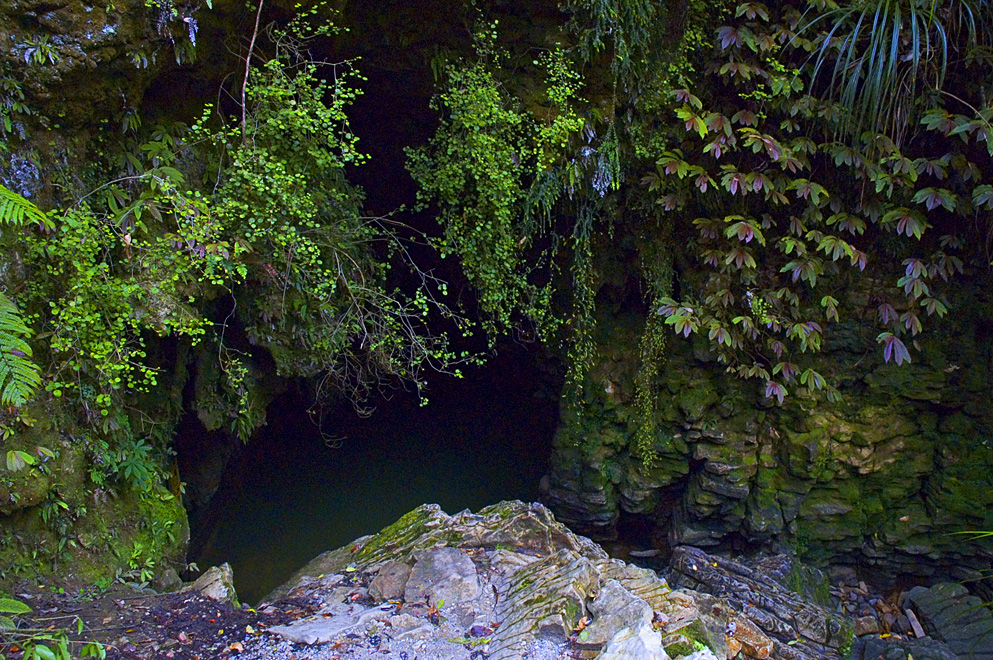
Le grotte di Waitomo, una popolare attrazione turistica, sono state sede del Detour dell'undicesima tappa

- da Picton (Terminal traghetti di Picton - Collegamenti tra le isole) a Wellington (Terminal traghetti di Wellington - Collegamenti tra le isole)
- Rotorua (Istituto per l'artigianato maori)
- Monte Tarawera
- Grotte di Waitomo (The Lost World)
- Woodhill, Auckland (4 Track Adventures)
- Auckland (Aeroporto di Ardmore - Warbirds Hangar)

Nel Detour, la scelta è stata tra Drop ("Discesa": calarsi con una fune fino al fondo di una grotta profonda 110 metri) e Climb ("Scalata": scendere nella stessa grotta con una scala a pioli, ma di soli 30 metri). Nel Fast Forward, le squadre hanno dovuto scendere a piedi nel cratere di un vulcano. Il Roadblock è consistito nel guidare un All-terrain vehicle su un percorso accidentato.

### 12ª tappa (Nuova Zelanda → Stati Uniti)
- Auckland (tomba di Sir John Logan Campbell)
- da Auckland (aeroporto di Auckland) a Maui, Hawaii, Stati Uniti  (Aeroporto di Kahului)
- Paia, Maui (vecchio campus della Maui High School)
- Maui (Campo di ananas di Pauwela)
- da Maui (McGregor Point a Maalaea) a Molokini
- Maui (Chiesa di Huialoha)

Nel Detour, la scelta è stata tra Bike ("Bici": attraversare un campo di ananas in cerca dell'unico ananas rosso) e Walk ("Cammina": percorrere lo stesso campo a piedi in cerca di un ananas giallo, fra quattro a disposizione). Nel Roadblock, le squadre si sono dovuto immergere nel mare neozelandese in cerca di tre valigette posizionate sul fondale.

### 13ª tappa (Stati Uniti)

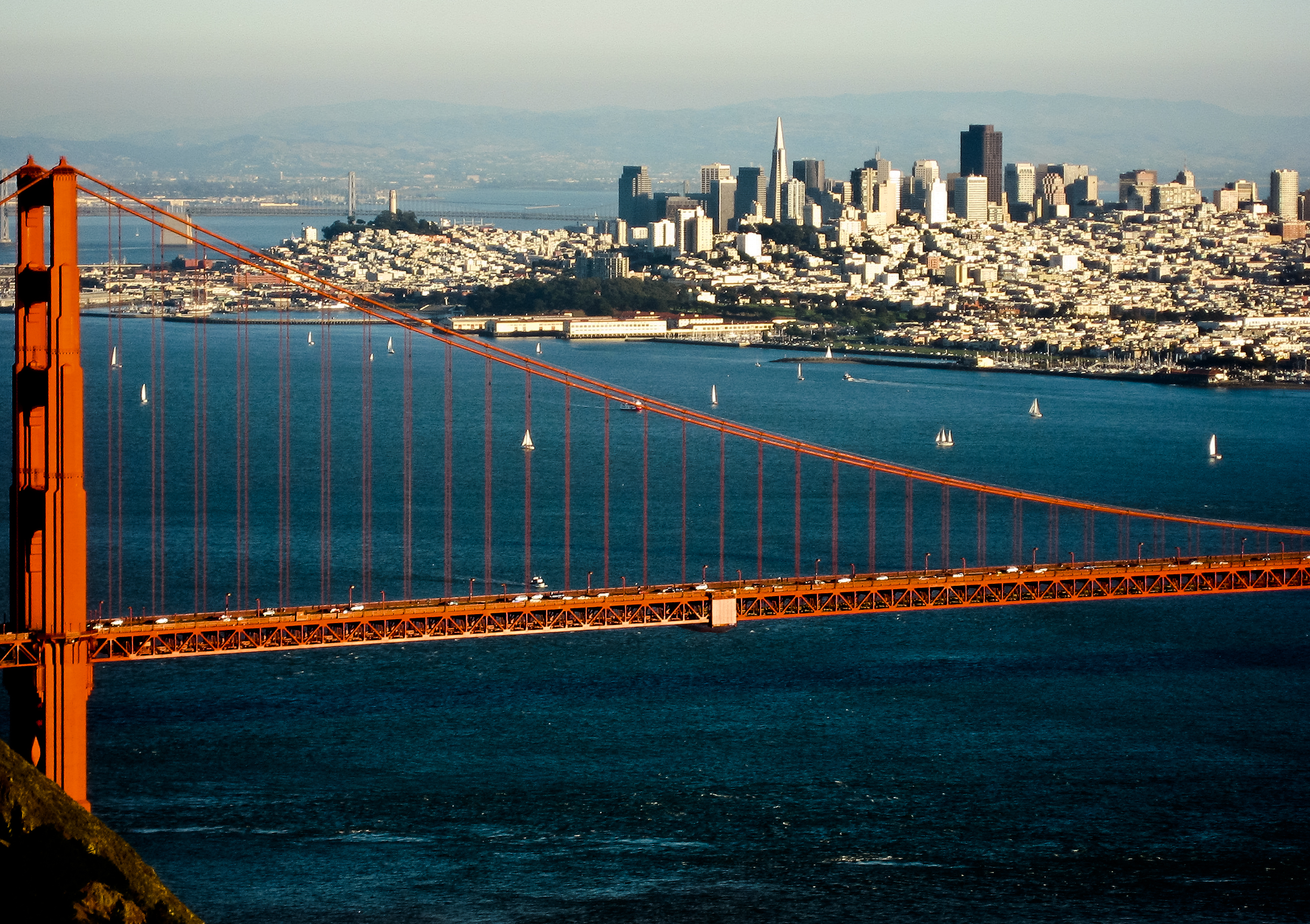
San Francisco, la città sede del traguardo finale.

- Maui (Luogo di nascita della regina Kaʻahumanu, nei pressi di Hana Bay)
- da Maui (Aeroporto di Kahului) a Anchorage, Alaska (Aeroporto Internazionale di Anchorage)
- Anchorage (Rust's Flying Service)
- da Anchorage (Pista di aviazione di Lake Hood Strip) a Trapper Creek (riposo notturno)
- Big Lake (Negozio di ferramenta Homesteader's)
- Hurricane Gulch
- da Anchorage (Aeroporto Internazionale di Anchorage) a Oakland, California (Aeroporto Internazionale di Oakland)
- San Francisco (Landmark #97, Atkinson-Esher House)
- San Francisco (Molo municipale)
- Sausalito, California (Murray Circle a East Fort Baker)  (traguardo finale)

Nel Roadblock i concorrenti hanno ricevuto una serie di attrezzi e una fiamma ossidrica per estrarre un indizio da un blocco di ghiaccio.
Prove aggiuntive: per ricevere l'indizio successivo, le squadre hanno dovuto passare una notte in un iglù a Trapper Creek e in seguito attraversare un lago ghiacciato con un gatto delle nevi.